# Hugo Haase (Hydrologe)
Hugo Haase (* 18. Februar 1902 in Sundhausen; † 10. August 1966) war ein deutscher Hydrologe.

## Leben
Haase studierte Pädagogik, Philosophie und Geographie an der Georg-August-Universität Göttingen und promovierte dort 1936 über das Thema „Hydrologische Verhältnisse im Versickerungs-Gebiet des Südharz-Vorlandes“. Als erster untersuchte Haase die unterirdische Entwässerung der Flüsse Steina, Ichte, Uffe, Wieda und Zorge samt dem Wiederauftreten des Wassers in Karstquellen, insbesondere dem Salzaspring bei Nordhausen. Nach Abschluss seines Studiums war er bei den Harzwasserwerken tätig und dort zuletzt Leiter des Gewässerkundlichen Instituts in Osterode am Harz. Haase veröffentlichte zahlreiche Beiträge zur Gewässerkunde des Harzgebiets sowie zu Themen rund um das Oberharzer Wasserregal.

## Werke
- Hydrologische Verhältnisse im Versickerungs-Gebiet des Südharz-Vorlandes. Inaug.-Diss., 218 S., 26 Textabb., 9 Taf., 2 Anl., Math.-Naturwiss. Fak., Georg-August-Universität Göttingen (Göttingen 1936)
- Das Gesicht der Heimat. Erdgeschichtliche Deutung der Harzlandschaften (Osterode/Harz 1951)
- Kunstbauten alter Wasserwirtschaft im Oberharz (5. Auflage, Clausthal-Zellerfeld 1985)
- Talsperren im Harz. Großbauten der Wasserwirtschaft (4. Auflage, Clausthal-Zellerfeld 1964)
- Die Söse-Talsperre und die Fernwasserleitung nach Bremen (Clausthal-Zellerfeld)
- Ist der Harz vergletschert gewesen? (Clausthal-Zellerfeld 1963)
- Das Wasserwirtschaftssystem des Oderteichs zu St. Andreasberg im Harz (Clausthal-Zellerfeld 1965)
- Der Wasserhaushalt des Westharzes. Hydrologische Untersuchungen 1941-1965 (Göttingen 1970)